# 2035 Stearns
2035 Stearns è un asteroide areosecante. Scoperto nel 1973, presenta un'orbita caratterizzata da un semiasse maggiore pari a 1,8840710 UA e da un'eccentricità di 0,1313248, inclinata di 27,75024° rispetto all'eclittica.
L'asteroide è dedicato all'astronomo statunitense Carl Leo Stearns.